# Sovjet-Estland
Sovjet-Estland (рус. Советская Эстония) — общественно-политическая газета на шведском языке, издававшаяся в Эстонской ССР. Являлась печатным органом Ляэнеского уездного комитета КП(б) Эстонии. Издавалась в городе Таллине один раз в неделю.
Редакция газеты располагалась в помещениях Газетного издательства Госиздата ЭССР по адресу улица Пикк 58. Газету печатала типография «Пунане Тяхт» («Punane Täht»).
Предшественницей «Sovjet-Estland» была шведско-эстонская газета «Kustbon», издававшаяся Шведским образовательным обществом и выходившая в Эстонии 2–3 раза в месяц с 1918 по 1940 годы, и затем продолжившая издаваться в Швеции.
Первый номер газеты «Sovjet-Estland» вышел 17 октября 1940 года. 13 августа 1941 года из-за подхода к городу немецких войск выпуск газеты был прекращён и больше не возобновлялся. Всего вышло 43 номера газеты.
«Sovjet-Estland» была единственной в СССР газетой на шведском языке.
«Sovjet-Estland» не в полной мере отражала события в Эстонии или то, что происходило в среде эстонских шведов. Информация в ней, как и в других советских изданиях, была направлена на пропаганду и агитацию. В статьях показывались Советы с положительной стороны и предоставлялась выборочная информация. Сообщений о депортациях, насильственных мобилизациях, недовольстве граждан, противостоянии советской власти и выезде эстонских шведов в Швецию в газете не было. Напротив, газета утверждала советскую идеологию, освещала административные изменения в эстонском правительстве и описывала благополучие Эстонии и эстонских шведов при советской власти. Одна из основных идей пропагандистской кампании была сосредоточена на национальной идентичности эстонских шведов. В газете часто подчёркивалась мысль о том, что в советской системе все народы равны.
«Sovjet-Estland» пыталась просветить эстонских шведов многочисленными статьями о советской идеологии в серии «Что такое социализм». Последующие предвыборные статьи рассказывали читателям о советской политической системе, о роли и обязанностях советских граждан. Накануне приближающихся советских праздников газета разъясняла их предысторию и историческое значение; затем в газете рассказывалось, как эстонским шведам следует отмечать эти праздники, а позже сообщалось, как эстонцы и эстонские шведы праздновали их. Самым распространённым способом подчеркнуть будущую роль эстонских шведов в советской системе было утверждение о жестоком обращении с ними во времена царской России и Эстонской Республики.